# Сачдев, Таня
Таня Сачдев (англ. Tania Sachdev; род. 20 августа 1986, Дели) — индийская шахматистка, гроссмейстер среди женщин (2005), международный мастер среди мужчин (2008). Также выступает комментатором шахматных поединков.

## Биография
Познакомилась с шахматами благодаря своей матери Анджу в возрасте 6 лет. Свой первый международный титул получила, когда ей было восемь лет. С 1995 по 2006 год представляла Индию на юношеских чемпионатах мира по шахматам среди девушек в различных возрастных группах, где наивысший успех достигла в 1998 году, когда завоевала бронзовую медаль в возрастной группе U12 (девушек до 12 лет). Получила титул чемпионки Азии среди девушек до 14 лет в 2000 году.
В 2006 году в Хенгело поделила третье место на международном турнире по шахматам «Stork Young Masters» для молодых мастеров. Два раза подряд побеждала на чемпионатах Индии по шахматам среди женщин (2006, 2007), а в 2008 году на этом турнире стала вице-чемпионкой. В 2007 году в Тегеране победила на индивидуальном чемпионате Азии по шахматам среди женщин.
В 2008 году в Нальчике участвовала на чемпионате мира по шахматам среди женщин, где в первом туре проиграла Тань Чжунъи.

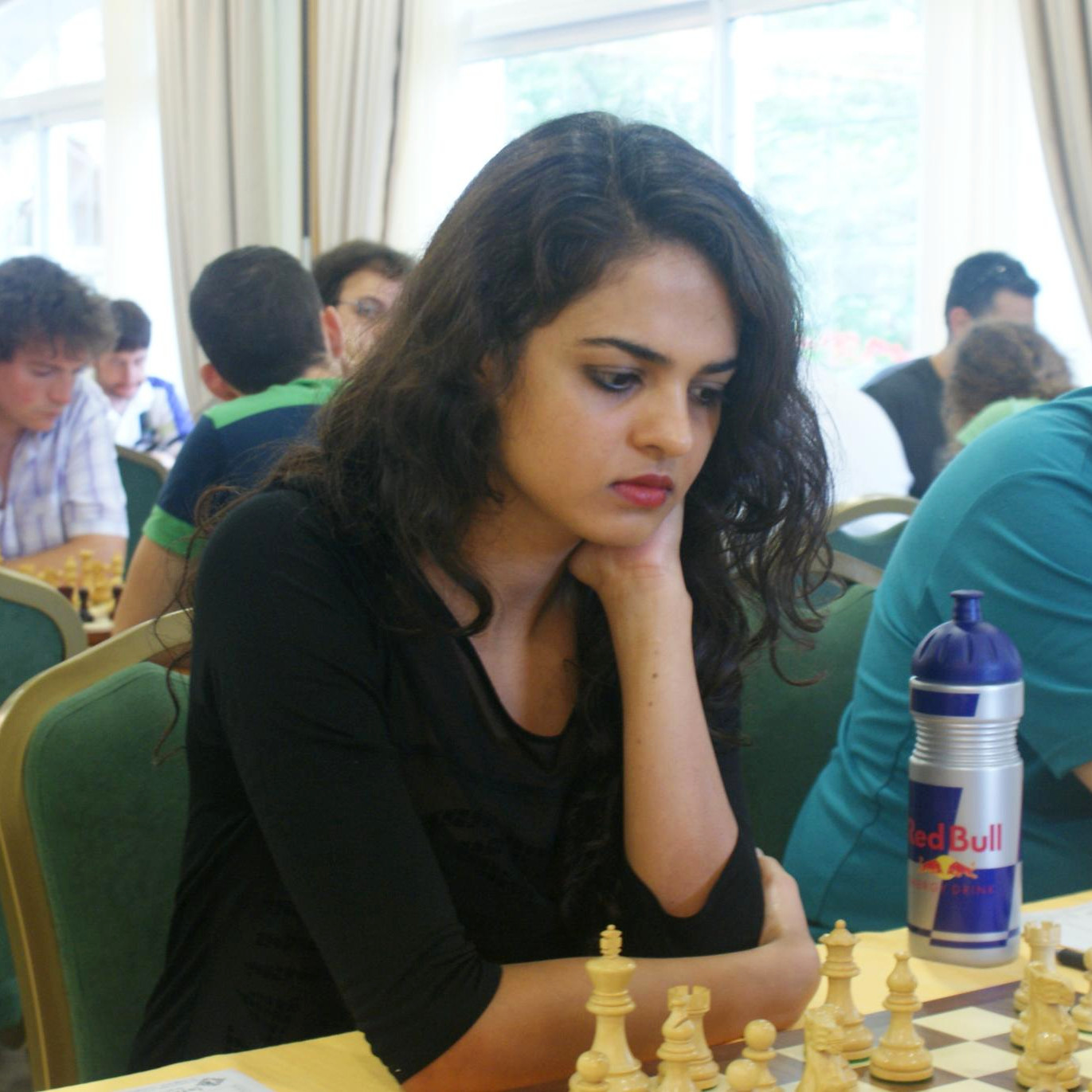
В 2013 году в Андорре

Представляла Индию на пяти шахматных олимпиадах (2008—2016), где завоевала индивидуальную бронзовую (2012) медаль, и на двух командных чемпионатах мира по шахматам (2009—2011). В командных чемпионатах Азии по шахматам среди женщин участвовала шесть раз (2003, 2008—2016). В командном зачете завоевала четыре серебряные медали (2008, 2009, 2012, 2014), а в индивидуальном — три серебряные (2008, 2009, 2014) и бронзовую (2012) медаль. В женском командном турнире по шахматам Летних Азиатских игр участвовала в 2010 году. В женском командном турнире по шахматам Азиатских игр в помещениях участвовала в 2009 году и в командном зачёте завоевала бронзовую медаль. Чемпионка Содружества по шахматам среди женщин в 2016, 2018 и 2019 годах. В 2016 году также стала лучшей среди женщин на Reykjavik Open.